# 157e méridien ouest
En géographie, le 157e méridien ouest est le méridien joignant les points de la surface de la Terre dont la longitude est égale à 157° ouest. 

## Géographie

### Dimensions
Comme tous les autres méridiens, la longueur du 157e méridien correspond à une demi-circonférence terrestre, soit 20 003,932 km. Au niveau de l'équateur, il est distant du méridien de Greenwich de 17 477 km,.
Le 157e méridien ouest forme un grand cercle avec le 23e méridien est.

## Régions traversées
En commençant par le pôle Nord et descendant vers le sud au pôle Sud, Le 157e méridien ouest passe par:
| Coordonnées           | Pays, territoire ou mer | Notes                                                                                    |
| --------------------- | ----------------------- | ---------------------------------------------------------------------------------------- |
| 90° 00′ N, 157° 00′ O | Océan Arctique          |                                                                                          |
| 71° 12′ N, 157° 00′ O | États-Unis              | Alaska                                                                                   |
| 56° 54′ N, 157° 00′ O | Océan Pacifique         |                                                                                          |
| 56° 33′ N, 157° 00′ O | États-Unis              | Alaska — Île Sutwik (en)                                                                 |
| 56° 32′ N, 157° 00′ O | Océan Pacifique         | Passe juste à l'ouest des Îles Semidi (en), Alaska, États-Unis (à 56° 11′ N, 156° 49′ O) |
| 21° 11′ N, 157° 00′ O | États-Unis              | Hawaii — Île Molokai                                                                     |
| 21° 05′ N, 157° 00′ O | Océan Pacifique         | Chenal Kalohi (en)                                                                       |
| 20° 56′ N, 157° 00′ O | États-Unis              | Hawaï — Île Lanai                                                                        |
| 20° 50′ N, 157° 00′ O | Océan Pacifique         |                                                                                          |
| 60° 00′ S, 157° 00′ O | Océan Austral           |                                                                                          |
| 77° 20′ S, 157° 00′ O | Antarctique             | Dépendance de Ross, Liste des territoires revendiqués par la Nouvelle-Zélande            |